# Telugowie
Telugowie – drawidyjski naród zamieszkujący przede wszystkim stan Andhra Pradesz w Indiach. Posługują się językiem telugu.

## Znani Telugowie
- Dźiddu Krysznamurti – filozof
- Nimbarka Bhaskara – filozof